# 56e parallèle nord
Pour les articles homonymes, voir 56e parallèle.
En géographie, le 56e parallèle nord est le parallèle joignant les points de la surface de la Terre dont la latitude est égale à 56° nord.

## Géographie

### Dimensions
Dans le système géodésique WGS 84, au niveau de 56° de latitude nord, un degré de longitude équivaut à 62,393 km ; la longueur totale du parallèle est donc de 22 461 km, soit environ  56,0% de celle de l'équateur. Il en est distant de 6 209 km et du pôle Nord de 3 793 km,.
Comme tous les autres parallèles à part l'équateur, le 56e parallèle nord n'est pas un grand cercle et n'est donc pas la plus courte distance entre deux points, même situés à la même latitude. Par exemple, en suivant le parallèle, la distance parcourue entre deux points de longitude opposée est 11 231 km ; en suivant un grand cercle (qui passe alors par le pôle nord), elle n'est que de 7 586 km.

### Durée du jour
À cette latitude, le soleil est visible pendant 17 heures et 37 minutes au solstice d'été, et 6 heures et 57 minutes au solstice d'hiver.